# Eneagon

Eneagon

Eneagon regulat

Eneagonul, sau nonagonul, este un poligon cu 9 laturi și 9 vârfuri.